# Scrittura epigrafica romana
La scrittura epigrafica romana è una forma di scrittura dell'antica Roma ed è all'origine delle maiuscole moderne dell'alfabeto latino.
La scrittura epigrafica è la più antica e più longeva tra le scritture latine.

## Storia
Le iscrizioni latine del IV e del III secolo a.C., eseguite su pietra, bronzo e materiale plasmato in terracotta (vasi, ecc.), presentano la scrittura rudimentale delle origini. Con la progressiva ellenizzazione della società romana (II secolo a.C.) avvengono i primi cambiamenti significativi. Tra la metà del II e il I secolo a.C. Intervengono ulteriori cambiamenti (sempre per influsso dell'epigrafia greca) che portano l'epigrafia romana a raggiungere una forma stabile, che rimarrà senza alterazioni fino al V secolo d.C.

Lo stile, denominato capitale lapidaria prevede l'osservanza di regole ben precise. Il risultato è un'iscrizione leggibile anche da grandi distanze e da altezza d'uomo.
Dalla fine dell'età repubblicana si riconoscono nelle iscrizioni due tipi differenti di capitale:
- quella quadrata o monumentalis;
- quella lapidaria per documenti – pubblici o privati – e in stretto rapporto con la scrittura libraria.

La presenza di questa forma di scrittura permette di ricostruire le tappe successive dell'evoluzione della scrittura romana, in particolare il passaggio dalla maiuscola alla minuscola.

## Capitale quadrata

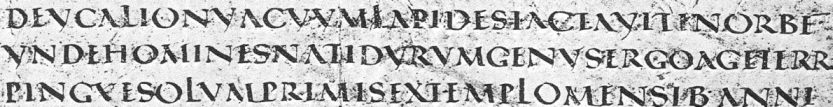
Esempio di Capitalis Quadrata: il "Virgilio Augusteo" (da Steffens, Lateinische Paläographie, Berlino 1910). Si tratta di un modello tardo di questo tipo di scrittura (VI secolo secondo Alessandro Pratesi).

La Capitale quadrata romana (Capitalis quadrata), o Capitale elegante (Capitalis elegans) era in uso nei libri di pregio particolare e si colloca nel tempo accanto alla scrittura libraria normale e alla scrittura corsiva.
Il nome deriva dalle forme geometriche del carattere, che vengono modellate sulle figure geometriche del quadrato, del triangolo e del cerchio. La Capitalis quadrata è scritta con le grazie come il modello epigrafico della Capitalis monumentalis. Le parole spesso non sono distinte, le legature e i nessi sono rari.
La capitale elegante fu il risultato di «giochi calligrafici» eseguiti da mani esperte nel padroneggiare diversi tipi di scrittura, quali la capitale e l'onciale. Un famoso codice scritto in Capitale quadrata è il Vergilius Augusteus, di datazione incerta.
L'angolo di scrittura nella capitale elegante varia continuamente e, con esso, gli effetti chiaroscurali delle singole lettere. Lo stile di scrittura, detto «Augusteo» per similitudine con la sezione scritta sul Pantheon, in realtà non appartiene all'epoca di Ottaviano Augusto. L'epoca in cui fu realizzato oscilla tra il IV secolo (poiché è stato posto in relazione con l'epigrafia damasiana) e il V-VI secolo (date le somiglianze riscontrate tra l'«Augusteo» e alcune lapidi romane coeve). L'uso della capitale elegante in un'epoca in cui era ben affermato l'uso dell'onciale può essere quindi classificato come un fenomeno di resistenza grafica.
Per i codici di lusso resterà in uso fino al VI secolo. Come scrittura per dare risalto ad alcune lettere gli ultimi esempi risalgono al IX secolo.

## Capitale lapidaria

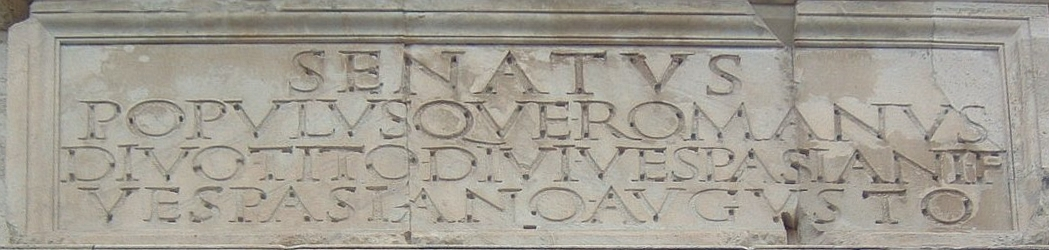
Capitale quadrata lapidaria presente sull'Arco di Tito (circa 81 d.c.), un esempio di maiuscola romana i cui caratteri erano originariamente in bronzo: si notano infatti i fori per inserire le lettere metalliche.

Il lapidario romano non veniva usato solo per le epigrafi, ma - per imitazione - anche nei manoscritti. Nell'uso quotidiano i latini usavano invece un corsivo conosciuto come capitale corsiva. Ottimi esempi delle maiuscole quadrate usate per le iscrizioni possono essere osservate nel Pantheon, nella Colonna Traiana e nell'Arco di Tito, tutti monumenti situati a Roma. Raggiunge la sua forma classica fra la seconda metà del I secolo e il III secolo d.C., periodo comprendente i regni degli imperatori Augusto, Tiberio, Traiano, Adriano e Marco Aurelio.
Le maiuscole quadrate sono caratterizzate da linee nette, curve dolci, tratti sottili e spessi, angoli netti e dalla presenza delle grazie. Questo tipo di caratteri è denominato maiuscolo per distinguerlo delle controparti dette minuscolo come ad esempio il merovingio e il carolingio. Almeno fino al IV secolo i caratteri maiuscoli romani sono stati usati per le copie di lusso delle opere degli autori pagani, in particolare di Virgilio, autore degli unici tre manoscritti a noi giunti che utilizzano questo carattere (un esempio è il Vergilius Augusteus). Dopo il V secolo le maiuscole romane non vennero più usate tranne che per il titolo del libro e l'intestazione dei capitoli mentre il resto del testo era scritto ad esempio in capitale libraria onciale.

## La riscoperta della lapidaria romana
Nel Quattrocento, il secolo dell'Umanesimo, si assiste ad un recupero della lapidaria romana nelle iscrizioni, nato dallo studio delle antiche epigrafi e dal desiderio di riprodurne la forma grafica. Il recupero fu opera soprattutto di Leon Battista Alberti e di Ciriaco d'Ancona. Si ricordano a tal proposito le iscrizioni nel Palazzo dei Rettori e nella Fontana Grande di Onofrio nella città dalmata di Ragusa, composte da Ciriaco, tra i primi esempi di recupero del carattere.